# 潘遥
潘遥（1927年—），男，江苏滨海人，中华人民共和国政治人物，曾任全国供销合作总社代主任，中华人民共和国商业部副部长，第八届全国政协委员。